# Raadselachtig Palombië
Raadselachtig Palombië is het 30ste album uit de stripreeks Marsupilami. Het verhaal werd geschreven door Stéphan Colman en getekend door Batem (Luc Collin). Het album werd in 2017 uitgegeven door Marsu Productions. Het verhaal werd in in het Frans voorgepubliceerd in Spirou, in de nummers 4111 tot en met 4116.
Het verhaal toont de verschillende ondersoorten van de Marsupilami, die worden samengeroepen om de geboorte van verschillende kleine Marsupilami's te vieren. Parallel loopt het verhaal van een wedstrijd tussen de verschillende rivaliserende indianenstammen, om te beslissen over wie in het dorp van de Chahuta's mag blijven. Het gaat om een kamp tussen de kampioenen van elke stam, waarbij de Marsupilami optreedt als kampioen van de Chahuta's. Ook is er een komisch intermezzo met het personage Bring M. Backalive.

## Achtergrond
Tekenaar Batem wilde al langer de familie van de Marsupilami's uitbreiden met "neven". Op zijn aandringen verwerkte scenarist Stephan Colman dit plot in het verhaal van het 30ste album. Om het album te stofferen ontwikkelde Stephan Colman een parallelvertelling, namelijk de wedstrijd tussen de rivaliserende indianenstammen.

## Trivia
Zoals gewoonlijk bevatten de dialogen talrijke taalgrapjes. De roep van de vogel die de verschillende Marsupilami-ondersoorten moeten samenroepen luidt in het Frans Papahoutè. Dit is een verwijzing naar de hit van zanger Stromae.